# Daniel Unal
Daniel Unal (* 18. Januar 1990 in Locarno) ist ein Schweizer ehemaliger Fussballspieler mit aramäischen Wurzel im Tur Abdin.
Unal begann seine Fussballkarriere bei den Junioren des FC Locarno. Er wechselte 2005 zu den Junioren des AC Bellinzona und spielte später mit der 1. Mannschaft in der Challenge League. In der Saison 2007/08 spielte er auf Leihbasis in der Jugendabteilung der AS Rom. Er spielte in diversen Schweizer Auswahlmannschaften und war Schweizer U-20-Nationalspieler.
Zwischen Juli 2008 und Juni 2011 gehörte er dem Kader des FC Basel an. In der 1. Saison beim FC Basel spielte er ausschliesslich im U-21 Team des FC Basel. In der Saison 2009/10 gehörte er zum erweiterten Kreis der 1. Mannschaft und kam auch zu einigen Einsätzen in der Axpo Super League, dem Schweizer Cup, und in der UEFA Europa League. In der Saison 2010/11 schaffte er den Sprung in die 1. Mannschaft und wurde mit dem FC Basel zum zweiten Mal Schweizer Meister. Im August 2011 wurde er vom FC Locarno aus der Challenge League verpflichtet. Seit dem 1. Januar 2012 ist er vereinslos.

## Titel und Erfolge
FC Basel
- Schweizer Meister: 2010, 2011
- Schweizer Cupsieger: 2010